# Saat-Hafer
Saat-Hafer oder Echter Hafer (Avena sativa) ist eine Pflanzenart aus der Gattung Hafer (Avena) innerhalb der Familie der Süßgräser (Poaceae). Sie wird als Getreide genutzt.

## Beschreibung

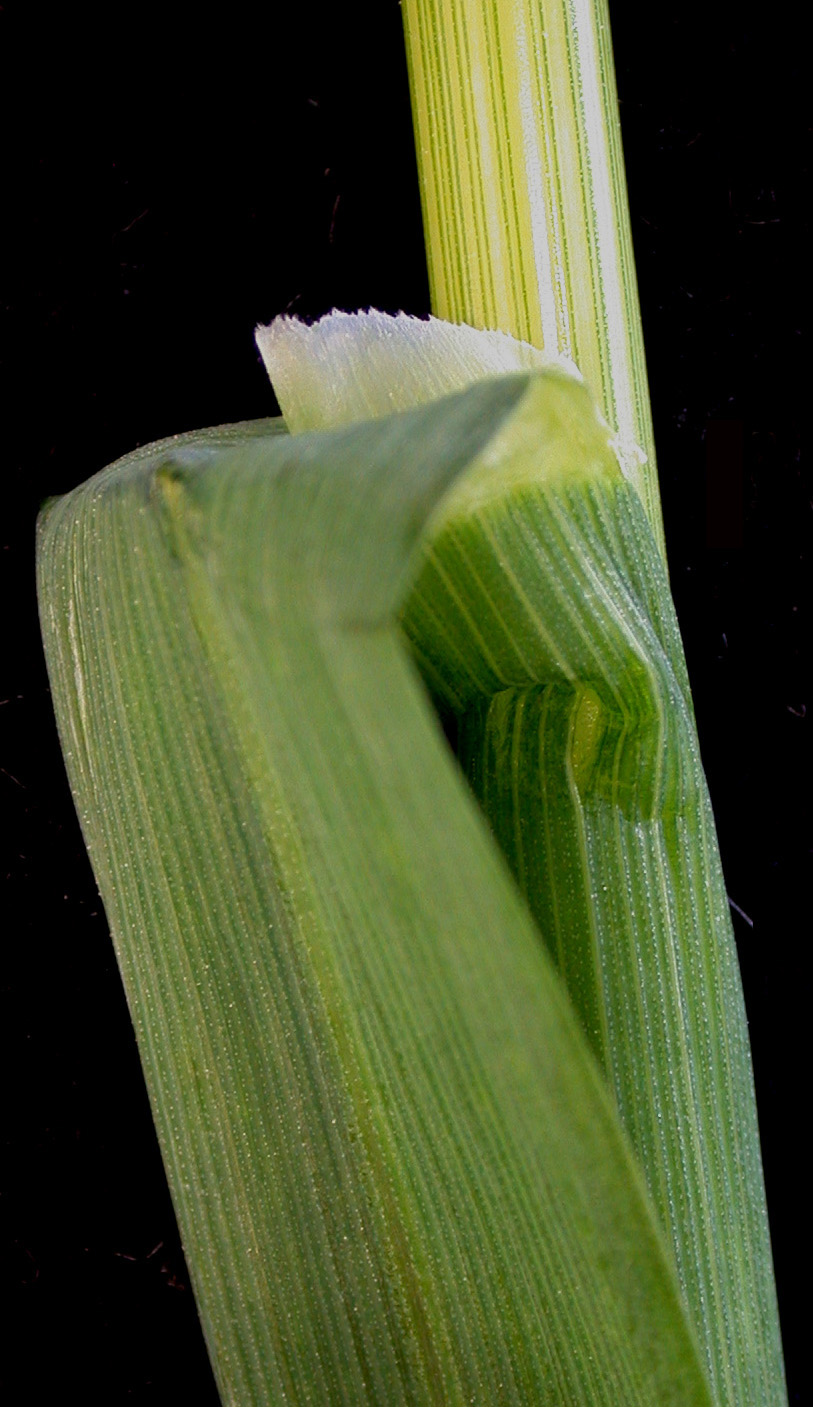
Ligula

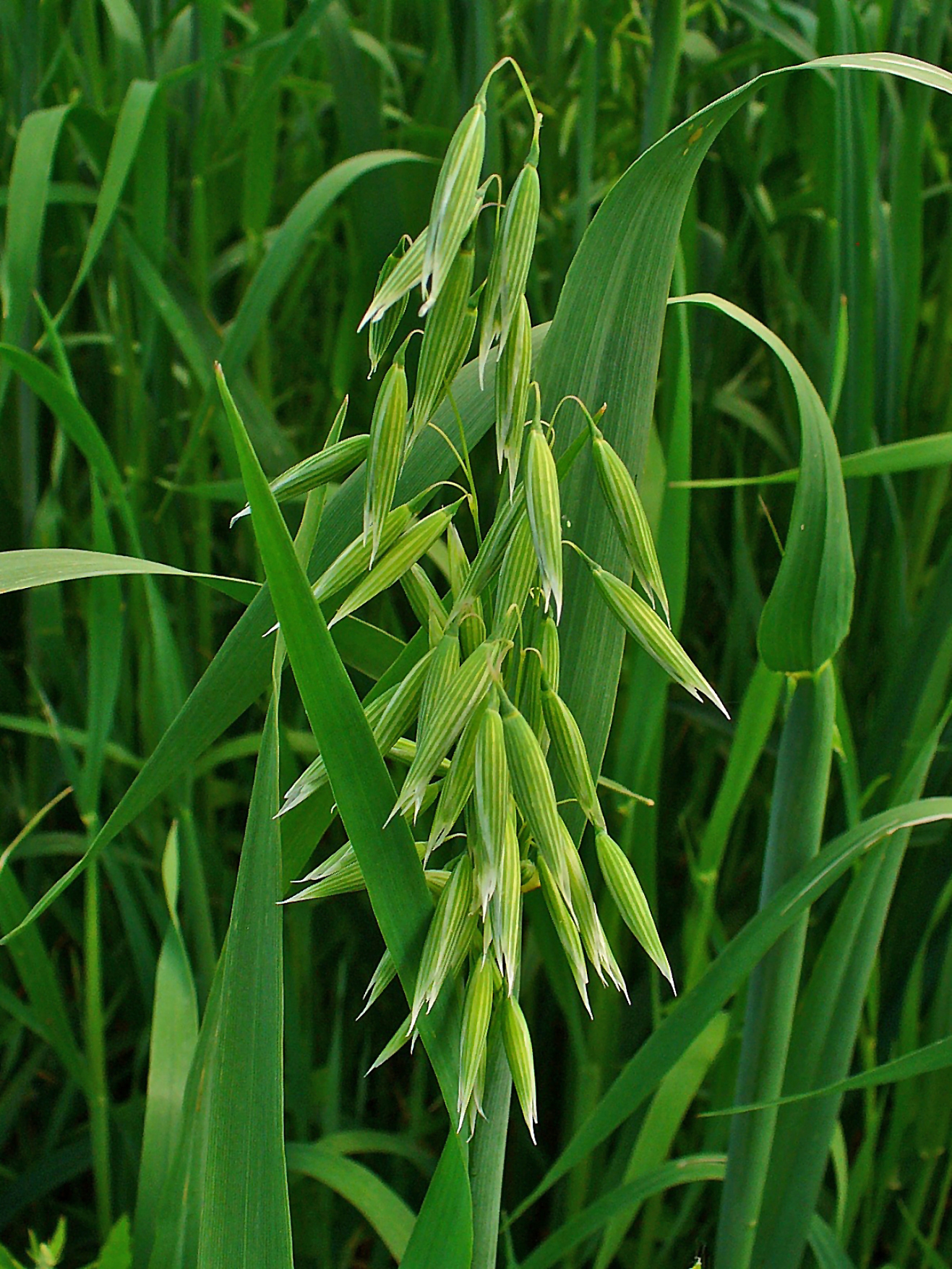
Blütenstand

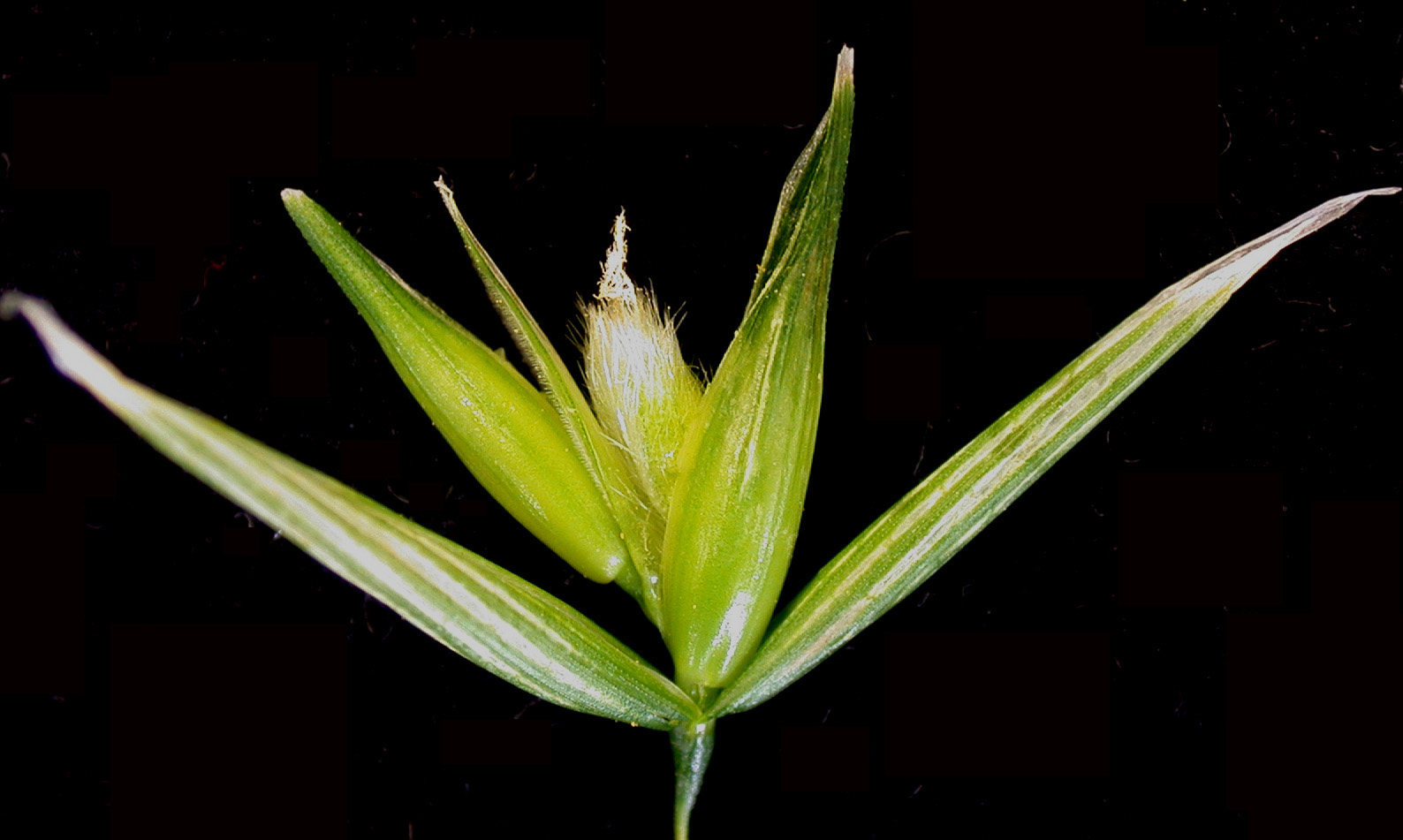
Ährchen

### Vegetative Merkmale
Saat-Hafer ist eine einjährige krautige Pflanze, die Wuchshöhen von 0,6 bis 1,5 Meter erreicht. Die Halme sind aufrecht oder gekniet-aufsteigend, glatt und kahl und haben 4 bis 8 Knoten. Die Ligula ist eine 3 bis 5 Millimeter langer häutiger Saum. Die Blattspreiten sind 5 bis 15 (bis 20) Millimeter breit und werden bis 45 Zentimeter lang.

### Generative Merkmale
Dieses Rispengras hat einen 15 bis 30 Zentimeter langen, allseitswendigen rispigen Blütenstand, der zum Teil wiederum verzweigte Rispen trägt, die sich sanft nach unten neigen. Am oberen Ende tragen die Rispen Ährchen mit zwei bis drei Blüten, von denen meist nur zwei fruchtbar sind. Die Ährchenachse zerfällt bei der Reife nicht. Die Ährchen sind anfangs aufrecht, später überhängend. Die Hüllspelzen sind bei einer Länge von 20 bis 30 Millimetern untereinander fast gleich, sieben- bis neunnervig, lanzettlich, dünnhäutig mit breiten, weißlich durchsichtigen Rändern. Die Deckspelzen sind siebennervig, 12 bis 24 Millimeter lang, am oberen Ende eingekerbt mit zwei kurzen, spitzen Seitenlappen und auf dem Rücken in der Mitte begrannt oder unbegrannt. Die Vorspelzen sind 10 bis 20 Millimeter lang und auf den Kielen kurz und dicht bewimpert. Die Staubblätter sind 2,5 bis 4 Millimeter lang. Die spindelförmigen Körner sind bei der Reife mit der kurzbegrannten Deckspelze und der Vorspelze fest verwachsen. Die Spelzen umgeben das eigentliche Korn.
Die Chromosomenzahl beträgt 2n = 42.

## Ökologie
Der Saat-Hafer ist überwiegend einjährig und meist eine Sommerfrucht (wird also im Frühjahr gesät – Winterhafer wird selten angebaut). Wie bei allen Getreide-Arten richten sich aufgrund von Sturm usw. niederliegende Halme durch ihr unterseits stärkeres Wachstum wieder auf. Der Wachstumsvorgang wird negativ gravitrop eingeleitet, also durch die Erdanziehung ausgelöst.
Blütenbiologisch handelt es sich um den „Langstaubfädigen Typ“ mit Windbestäubung. Die homogamen, selbstfertilen Blüten öffnen sich erst nachmittags, bei Trockenheit in Anpassung an das Steppenklima sogar erst ab 18 Uhr. Bei nasser Witterung bleiben die Blüten geschlossen, also kleistogam und es erfolgt Selbstbestäubung.
Beim Saat-Hafer zerfallen die meist zwei- bis dreiblütigen Ährchen zur Reife nicht. Bei den oberen Blüten oder evtl. auch bei allen Blüten fehlen die Grannen. Bei den Wildhafer-Arten ist die Ausbreitungseinheit (Diaspore) die von den haften bleibenden Spelzen umgebene Karyopse. Wegen der Luft zwischen den Spelzen sind diese spindelförmigen Gebilde von geringerer Dichte. Es gibt für sie viele Ausbreitungsmöglichkeiten: Die Früchte können durch den Wind (beispielsweise als Bodenroller) ausgebreitet werden, oder als Regenschwemmlinge, oder mittels der hygroskopischen Grannen als Klettfrüchte. Die Haare der Grannen bewirken, dass die Körner sogar hüpfende Bewegungen ausführen können, was eine Selbstausbreitung als Bodenkriecher ermöglicht. Die Früchte können sich außerdem im Tierfell oder im Boden einbohren; solche Bohrfrüchte sind gleichzeitig ausbreitungshemmende Gebilde, wie sie für Trockengebiete typisch sind. Daneben sind eine Bearbeitungsausbreitung und eine solche als Wasserhafter möglich. Fruchtreife ist von August bis Oktober.

Ursprungs- (rot) und Hauptanbaugebiet (grün) von Hafer

## Vorkommen und Anbau
Der Hafer soll ursprünglich im Irak und Iran vorkommen. Sonst wird er weltweit angebaut. Hafer gedeiht am besten bei gemäßigtem Klima mit hohen Niederschlägen. Er wird in den Mittelgebirgen, im Alpenvorland und in den Küstenregionen angebaut. In den Alpen wird er bis zu einer Höhenlage von 1700 Metern angebaut. Seine Ansprüche an den Boden sind gering. Hafer wird als Sommergetreide angebaut und ab Mitte August geerntet. Unter den Getreidearten gilt Hafer als „Gesundungsfrucht“, da sich viele Getreideschädlinge in ihm nicht vermehren.
Die ökologischen Zeigerwerte nach Landolt et al. 2010 sind in der Schweiz: Feuchtezahl F = 2+ (frisch), Lichtzahl L = 4 (hell), Reaktionszahl R = 3 (schwach sauer bis neutral), Temperaturzahl T = 4 (kollin), Nährstoffzahl N = 4 (nährstoffreich), Kontinentalitätszahl K = 2 (subozeanisch).

## Systematik
Die Erstveröffentlichung von Avena sativa erfolgte durch Carl von Linné.
Bei Avena sativa gibt es je nach Autor mehrere Unterarten:
- Chinesischer Nackthafer (Avena sativa subsp. chinensis (Roem. & Schult.) Janchen ex Conert): Er wird in Asien, in Mitteleuropa nur selten angebaut.[1]
- Avena sativa subsp. macrantha (Hack.) Mordv.: Sie kommt beispielsweise in der Türkei und in Aserbaidschan vor.[6]
- Avena sativa subsp. orientalis (Schreb.) Jess.
- Avena sativa L. subsp. sativa: Die meist kultivierte Unterart.[1]

In Haferfeldern können immer wieder Hafer-Exemplare gefunden werden, die wie der Saat-Hafer aussehen, deren Ährchenachse aber wie beim Flug-Hafer (Avena fatua) zerfällt und nicht erhalten bleibt wie beim Saat-Hafer. Solche Exemplare nennt man Fatuoide. Sie entstehen durch spontane Mutationen oder auch durch Hybridisierung.

## Nutzung
In Deutschland wird heute der Großteil der Ernte als Tierfutter verwendet. Hafer wird aufgrund von veränderten Konsumgewohnheiten auch wieder vermehrt in der menschlichen Ernährung verwendet. Die veränderten Konsumgewohnheiten mit der Ausrichtung auf menschliche Ernährung rückt den Fokus wieder auf Mykotoxinbelastungen im Ernteprodukt. Beispielsweise Mutterkorn mit seinen hochgradig giftigen und schwangerschaftsgefährdenden Toxinen muss wieder vermehrt beachtet werden, ist jedoch keine typische Erscheinung bei Hafer.
Produkte des Hafers sind Stroh, Hafergrütze, Haferflocken, Haferkleie, Hafermilch, Hafermehl (regional und älter auch „Habermehl“ genannt), „Cerealien“ mit Hafer, verschiedene Extrakte für die Medizin und Furfural, eine Chemikalie, die aus den Spelzen gewonnen wird.
Ernährungsphysiologisch ist Hafer die hochwertigste Getreideart, die in Mitteleuropa angebaut wird. Die Haferkörner werden lediglich entspelzt, d. h. die äußere für den Menschen unverdauliche Hülle wird entfernt. Der übrigbleibende Haferkern wird nicht geschält, d. h. die äußeren Randschichten, Frucht- und Samenschale, sowie der Keimling bleiben erhalten. Es handelt sich also um ein Vollkornprodukt. In diesen Bestandteilen des Haferkerns stecken Vitamine, Mineralstoffe und Ballaststoffe. Es gibt eine Vielfalt an Erzeugnissen aus Hafer für die menschliche Ernährung: von Hafergrütze über Haferflocken und Haferspeisekleie bis hin zu Hafermehl, Cerealien und Getränken. Hafermehl kann infolge des geringen Kleberanteils (Gluten) nur eingeschränkt zur Herstellung von Brot verwendet werden, ist jedoch für die glutenfreie Ernährung bei Zöliakie bedingt geeignet. Ein Haferanteil von 20 bis 30 Prozent im Brot ist möglich. In einigen Regionen wird aus Hafer Whiskey hergestellt. Im Mittelalter war Haferbier ein beliebtes Getränk. Als Futtermittel wird Hafer an Pferde, Rinder oder Geflügel verfüttert. Der hohe Rohfaseranteil macht die Körner als Schweinefutter  ungeeignet.

## Wirtschaftliche Bedeutung

### Die größten Haferproduzenten
2022 wurden laut der Ernährungs- und Landwirtschaftsorganisation FAO weltweit 26.385.330 t Hafer geerntet.
Folgende Tabelle gibt eine Übersicht über die zehn größten Produzenten von Hafer weltweit, die insgesamt 72,3 % der Erntemenge produzierten.
| Rang | Land                   | Menge (in t) |
| ---- | ---------------------- | ------------ |
| 1    | Kanada                 | 5.226.465    |
| 2    | Russland               | 4.529.954    |
| 3    | Australien             | 1.734.874    |
| 4    | Polen                  | 1.500.840    |
| 5    | Brasilien              | 1.296.345    |
| 6    | Finnland               | 1.221.730    |
| 7    | Vereinigtes Königreich | 1.107.000    |
| 8    | Spanien                | 867.850      |
| 9    | Vereinigte Staaten     | 836.860      |
| 10   | Deutschland            | 754.700      |
|      | Summe Top Ten          | 19.076.617   |
|      | restliche Länder       | 7.308.713    |

Siehe auch:
- Liste der größten Getreideproduzenten
- Die größten Weizenproduzenten
- Die größten Gersteproduzenten
- Die größten Reisproduzenten
- Die größten Maisproduzenten
- Die größten Roggenproduzenten

### Anbaufläche
Die gesamte Anbaufläche für Hafer weltweit betrug 2022 etwa 9,5 Mio. Hektar, davon in Deutschland 160.100, in Österreich 20.280 und in der Schweiz 2.816 Hektar.
Im Jahre 2022 lag der durchschnittliche Hektar-Ertrag weltweit bei 27,7 dt/ha, in Deutschland bei 47,1 dt/ha.

### Handel
Im Jahr 2022 war Kanada der größte Exporteur von Hafer. Die Menge betrug 1.257.823 t, was etwa 35,7 % der Gesamtexportmenge weltweit ausmachte (3.522.272 t). An zweiter Stelle folgte Australien mit 587.229 t und an dritter Stelle Finnland mit 225.520 t. Weitere wichtige europäische Exporteure sind Schweden, Großbritannien und Polen.

## Durchschnittliche Zusammensetzung
Die Zusammensetzung von Hafer schwankt naturgemäß, sowohl in Abhängigkeit von der Hafersorte und den Umweltbedingungen (Boden, Klima) als auch von der Anbautechnik (Düngung, Pflanzenschutz).
Angaben je 100 g essbarem Anteil, entspelzt, ganzes Korn (1 mg = 1000 µg):
| Bestandteile    |        |
| --------------- | ------ |
| Wasser          | 13,0 g |
| Eiweiß 1        | 11,7 g |
| Fett            | 7,1 g  |
| Kohlenhydrate 2 | 55,7 g |
| Ballaststoffe   | 9,7 g  |
| Mineralstoffe   | 2,9 g  |

| Mineralstoffe |         |
| ------------- | ------- |
| Natrium       | 8 mg    |
| Kalium        | 355 mg  |
| Magnesium     | 130 mg  |
| Calcium       | 80 mg   |
| Mangan        | 3,1 mg  |
| Eisen         | 5,8 mg  |
| Kupfer        | 0,42 mg |
| Zink          | 3,2 mg  |
| Phosphor      | 340 mg  |
| Selen 3       | 7 µg    |

| Vitamine                 |         |
| ------------------------ | ------- |
| Thiamin (Vit. B1)        | 675 µg  |
| Riboflavin (Vit. B2)     | 170 µg  |
| Nicotinsäure (Vit. B3)   | 2400 µg |
| Pantothensäure (Vit. B5) | 710 µg  |
| Vitamin B6               | 960 µg  |
| Folsäure                 | 35 µg   |
| Vitamin E                | 840 µg  |

| essentielle und semi-essentielle Aminosäuren |         |
| -------------------------------------------- | ------- |
| Arginin 4                                    | 850 mg  |
| Histidin 4                                   | 270 mg  |
| Isoleucin                                    | 560 mg  |
| Leucin                                       | 1020 mg |
| Lysin                                        | 550 mg  |
| Methionin                                    | 230 mg  |
| Phenylalanin                                 | 700 mg  |
| Threonin                                     | 490 mg  |
| Tryptophan                                   | 190 mg  |
| Tyrosin                                      | 450 mg  |
| Valin                                        | 790 mg  |

Der physiologische Brennwert beträgt 1409 kJ (= 336 kcal) je 100 g essbarem Anteil.
Weiterhin enthalten sind Phytosterine, Alkaloide, Avenanthramide (sekundäre Pflanzenstoffe), Kieselsäure und Linolsäure. Von allen gängigen Getreidearten enthält er den höchsten Mineralstoff- und Fettgehalt. Der hohe Eisengehalt ist vergleichbar mit vielen Fleischsorten. Zu erwähnen ist auch der mit rund 4,5 Prozent hohe Gehalt an β-Glucan, einem löslichen Ballaststoff, mit dem eine Senkung des Cholesterinspiegels erzielt werden kann.

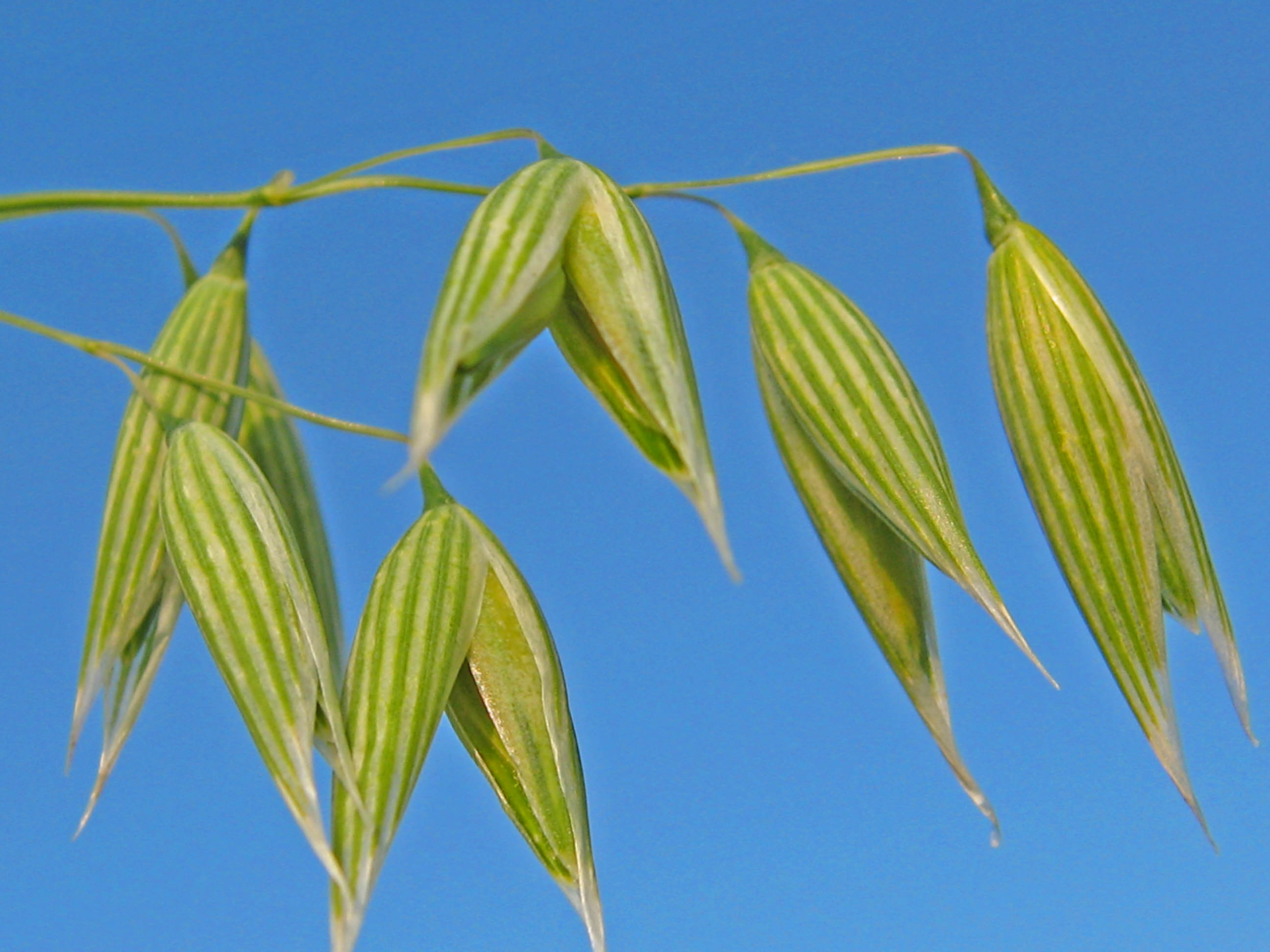
Teil einer Haferrispe

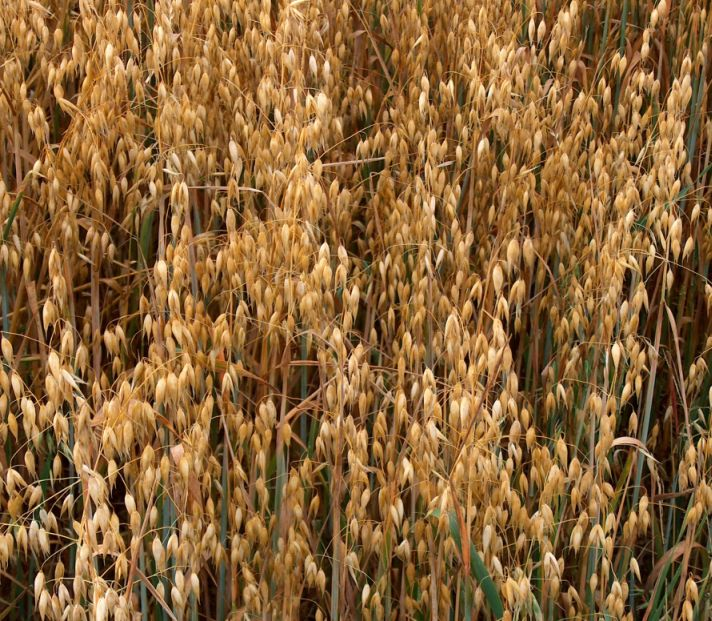
Saat-Hafer auf einem Feld im August

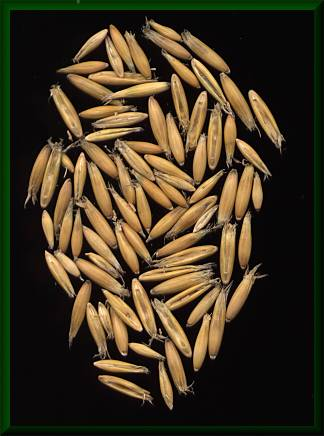
Haferkörner

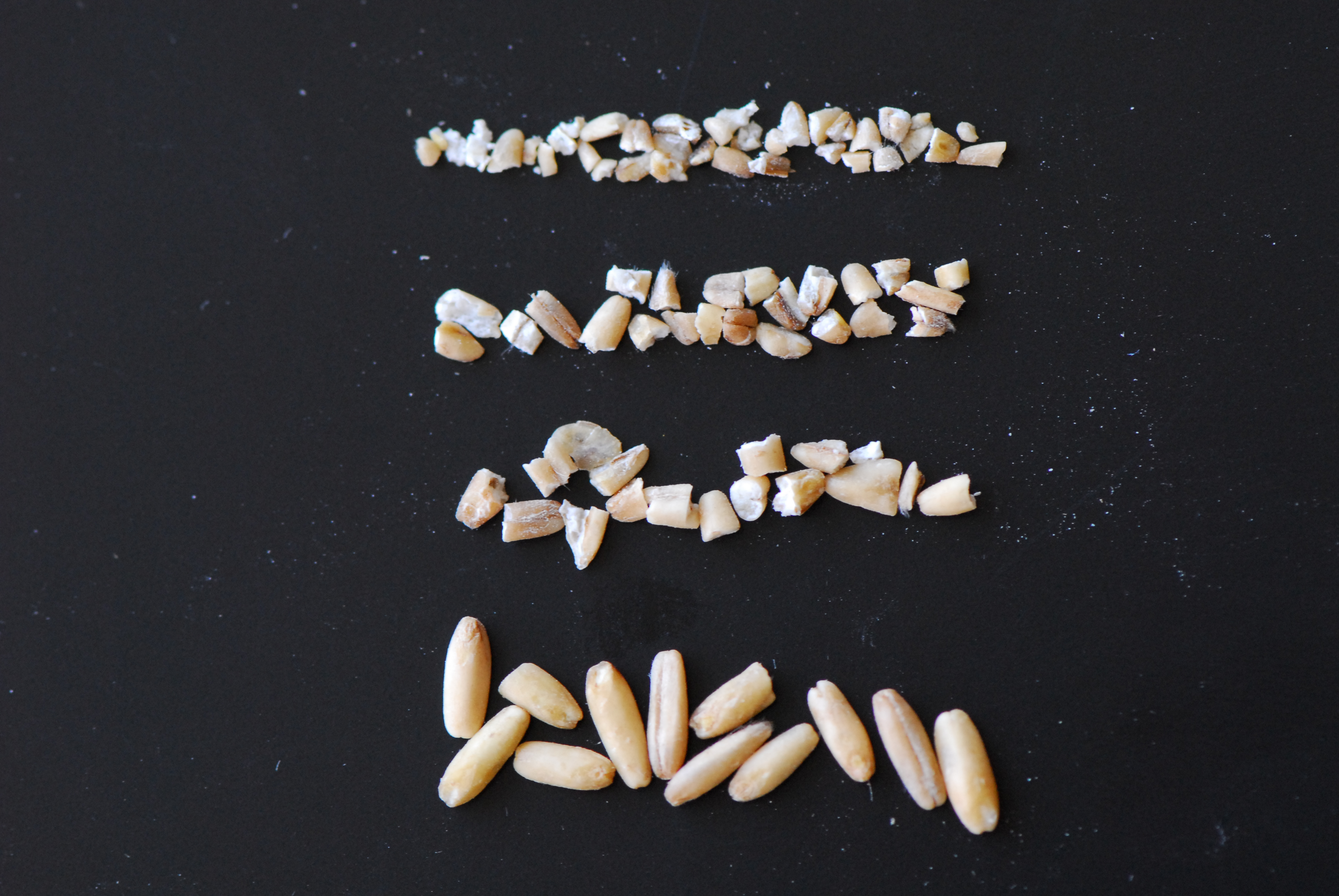
Feine, mittlere und grobe Hafergrütze. Unten: Geschälte Haferkörner

## Verarbeitung
Die Haferkörner sind fest von den Spelzen umschlossen. Durch den Drusch lassen sie sich nicht voneinander trennen. Soll Hafer zur menschlichen Ernährung verwendet werden, so werden nach dem Reinigen und Sieben der Haferkörner zunächst die Spelzen in einer Schälmühle mit einem „Prallschäler“ entfernt und mit einem „Steigsichter“ abgetrennt. Anschließend werden die verbleibenden Haferkerne gedarrt, wodurch die fettspaltenden Enzyme im Hafer deaktiviert werden. Dies verhindert das Ranzigwerden von Haferprodukten aufgrund des relativ hohen Fettgehaltes von etwa sieben Prozent und verlängert so die Haltbarkeit. Während der Darre wird die Haferstärke teilweise aufgeschlossen und die Haferprodukte werden dadurch bekömmlicher und besser verdaubar. In der Darre bildet sich auch ein typisches nussartiges Aroma heraus. Anschließend werden die Haferkerne durch Dämpfen und Trocknen auf die weitere Verarbeitung vorbereitet.
Es existieren unterschiedliche Hafererzeugnisse. Haferflocken gibt es in drei Varianten: Die kernigen Haferflocken oder Großblattflocken werden aus den ganzen Kernen gewalzt. Für zarte Haferflocken oder Kleinblattflocken werden die Haferkerne zunächst in kleine Stücke – die sogenannte Grütze – geschnitten. Die kleinen Stücke werden dann zu zarten Flocken gewalzt. Aber auch die Grütze wird als eigenständiges Produkt verkauft. Haferflocken werden in nahezu jeder verzehrfertigen Müslimischung, in Knuspermüslis sowie in Hafermüslis eingesetzt. Darüber hinaus gibt es lösliche Haferflocken, die über ein besonderes Verfahren aus Hafermehl hergestellt werden.
Hafermehl entsteht, wenn die Grütze wie bei einer klassischen Getreidemühle fein gemahlen wird. Haferkleie besteht größtenteils aus den Randschichten und dem Keimling des Haferkorns und wird als Grieß oder als lösliche Flocken angeboten. Haferkleie-Grieß sind die gröberen Teile, die bleiben, wenn Randschichten und Keimling des Korns grob gemahlen und gesiebt werden. Lösliche Haferkleie-Flocken werden in einem speziellen Prozess aus gemahlenem Haferkleie-Grieß hergestellt.
Hafercerealien sind weiterverarbeitete Produkte aus Hafer, die in unterschiedlichen Herstellungsverfahren entstehen: Für extrudierte Cerealienprodukte wird ein wasserhaltiger Teig aus Hafervollkornmehl und weiteren Zutaten unter Druck in eine Verdichtungsschnecke („Extruder“, vergleichbar mit einem Fleischwolf) gepresst. Beim Pressen kann der Teig durch Einsatz von Matrizen unterschiedlich geformt werden. Beim Austritt verdampft das Wasser, das Produkt verfestigt sich. So erhält man haltbare, knusprige Produkte in verschiedenen Formen. Für gepuffte Cerealienprodukte werden ganze Haferkörner Dampf und Druck ausgesetzt. Durch plötzlichen Druckabfall verdampft das enthaltene Wasser und die Stärke wandelt sich um. Die Körner blähen sich auf und erstarren.
„Hafermilch“ wird aus gereinigtem und entspelztem Hafer hergestellt. Da pflanzliche Milch in der EU nicht mit der Bezeichnung Milch in Verkehr gebracht werden darf, sind Umschreibungen wie Hafergetränk oder Haferdrink gängig.
Bei der Verwendung als Futtergetreide können die Spelzen am Korn bleiben.
Neben den bespelzten Hafersorten gibt es auch „Nackthafer“, er verliert beim Dreschen seine Spelzen. Seine Erträge sind jedoch geringer.

## Gesundheitliche Bedeutung
Aufgrund der vielfältigen Anwendungen und Wirkung wurde der Saat-Hafer von einer Arbeitsgruppe der Universität Würzburg zur Arzneipflanze des Jahres 2017 gewählt.
Hervorzuheben sind folgende Nährstoffe:
- der zehnprozentige Ballaststoffanteil, u. a. mit Beta-Glucanen
- die Qualität der Kohlenhydrate
- die Eiweißzusammensetzung
- die ungesättigten Fettsäuren (75 Prozent des Gesamtfettanteiles)
- bestimmte Vitamine und Mineralstoffe

### Verdauung
Beta-Glucane (z. B. Cellulose und Lichenin, spezifische Polysaccharide der Zellwand aller Süßgräser und Getreide) sind die Schlüsselsubstanzen der ernährungsphysiologischen Wirkungen des Hafers. Diese Ballaststoffe kommen im Haferkorn überwiegend in der äußeren Schicht des Mehlkörpers, der Subaleuronschicht, vor. Beta-Glucane machen knapp die Hälfte des Gesamtballaststoffgehaltes im Hafer aus. 100 Gramm Haferflocken enthalten etwa 4,5 Gramm Beta-Glucane. Aufgrund des höheren Gesamtballaststoffanteils liegt der Beta-Glucan-Gehalt in Haferkleie mit 8,1 Gramm pro 100 Gramm höher.
Die chemisch-physikalischen Eigenschaften der Hafer-Beta-Glucane führen zu einer Reihe von physiologischen Wirkungen auf den Verdauungstrakt sowie den Stoffwechsel. Im Vordergrund stehen positive Effekte auf den Cholesterin- und den Blutzuckerspiegel. Die Fähigkeit der Hafer-Beta-Glucane, Gallensäuren zu binden, führt zur Ausscheidung von Cholesterin, was zur Senkung des Gesamt- sowie LDL-Cholesterinspiegels führt. Damit können die Blutgefäße vor schädlichen Ablagerungen geschützt werden. Hafer-Beta-Glucane bilden im Magen und Dünndarm eine zähflüssige Konsistenz, die eine verlangsamte Resorption der Nährstoffe aus der gelartigen Masse zur Folge hat. Dies führt zu einem weniger starken und zeitverzögerten Anstieg des Blutglucosespiegels. Wissenschaftliche Studien lassen den Schluss zu, dass ein hoher Verzehr an Ballaststoffen u. a. das Risiko für Bluthochdruck, Fettstoffwechselstörungen und die koronare Herzkrankheit reduzieren kann.
Weitere Wirkungen des Beta-Glucans sind die positiven Effekte auf die Verdauungsfunktion. Die viskose Substanz aus den löslichen Ballaststoffen schützt die Darmwand vor äußeren Reizen und beruhigt den empfindlichen Magen. Die unlöslichen Ballaststoffe wirken regulierend auf die Verdauungstätigkeit.
Hafer ist ein beliebtes Lebensmittel in der Säuglings- und Kleinkindernährung. Auch bei gastrointestinalen Beschwerden wird Hafer eingesetzt. Die besondere Bekömmlichkeit und leichte Verdaulichkeit von Hafereiweiß und -fett spielen hierbei eine große Rolle.

### Diabetes
Im Rahmen der Diabetestherapie und Diabetikerernährung spielen der verzögerte Anstieg des Blutzuckerspiegels und die damit geringere Insulinausschüttung eine wichtige Rolle. Daher sollten bei kohlenhydrathaltigen Lebensmitteln Produkte mit einem niedrigen glykämischen Index und vor allem Vollkornprodukte, wie z. B. Haferflocken oder Haferspeisekleie, ausgewählt werden.
Mediziner, Diabetologen und Diabetesberater wenden zum Teil die sogenannten „Hafertage“ an. Dabei handelt es sich um eine spezielle haferbetonte Kost, die über zwei bis maximal drei Tage eingenommen wird. Sie stellt eine besondere und sehr intensive Form der diätetischen Intervention in der Behandlung der Insulinresistenz bei Diabetes mellitus Typ 2 dar. Ziel ist es, mit einer einfachen Methode Blutzuckerwerte zu verbessern, die Insulinresistenz zu verringern und somit die Insulinsensitivität zu erhöhen. Dadurch wird weniger Insulin für die Verarbeitung der Glucose benötigt. Wissenschaftliche Studien und Erfahrungen aus der Praxis bestätigen die Reduzierung der Insulinzufuhr nach dieser Anwendung.

### Allergie und Zöliakie
Für viele Allergiker und Betroffene von Zöliakie sowie chronisch entzündlichen Darmerkrankungen (Morbus Crohn, Colitis ulcerosa, Reizdarmsyndrom, Kurzdarmsyndrom) ist nur Gliadin, nicht aber zugleich auch jedes andere Gluten unverträglich. Die in dieser Weise Betroffenen müssen deshalb zwar die klassischen Getreide (Weizen, Triticale, Roggen und ihre botanischen Vorläufer) meiden, können aber Hafer und Haferprodukte je nach Empfindlichkeit gegebenenfalls vertragen. Es muss hier aber sichergestellt sein, dass der Hafer beim lebensmitteltechnologischen Behandlungsprozess nicht mit Weizenmehl usw. vermischt wurde.
Im Jahre 2004 wurden Ergebnisse einer klinischen Studie an Kindern, die an Zöliakie litten, veröffentlicht. Diese hatten über ein Jahr entweder eine glutenfreie Diät oder eine glutenfreie Diät mit täglich 25–50 g Hafer erhalten. Hierbei wurde festgestellt, dass kleine Mengen Hafer in der glutenfreien Diät weder die Heilung der Dünndarmschleimhaut noch die Regulation des Abwehrsystems verhindern. Einige Länder (z. B. Kanada, Schweden) haben den Konsum von glutenfreiem Hafer bis zu einer täglichen Menge von 50 g freigegeben. Andere Studien wiederum ergaben, dass eine geringe Zahl an Zöliakiebetroffenen auf glutenfreien Hafer negativ reagiert. Daher rät die Deutsche Zöliakie-Gesellschaft Betroffenen vom Verzehr von Hafer ab.

### Die Verwendung des Haferkrautes und des Haferstrohs in der Naturheilkunde
In der mittelalterlichen Medizin wurden und in Naturheilkunde werden das grüne Haferkraut (Herba avenae) und das Haferstroh (Stramentum avenae, auch „Haberstroh“) verwendet. Stramentum avenae wird vor allem für Haferstrohbäder verwendet. Diese sollen bei Hautverletzungen helfen und Juckreiz stillen. Das Haferkraut wird als Tee verwendet. Zu den volkstümlichen Anwendungsgebieten zählen nervöse Einschlafstörungen, Harngrieß und rheumatische Erkrankungen. Manche Medikamente gegen nervöse Unruhe enthalten Haferextrakte.
Für die in Avena sativa enthaltenen Avenanthramide konnten im Versuch reizmildernde, entzündungshemmende und juckreizstillende Effekte beschrieben werden.
Einige Kosmetikartikel enthalten Hafer zur Beruhigung trockener und gereizter Haut, auch Haarpflegeprodukte zur Stärkung der Haarstruktur sind auf dem Markt.

## Rechtliche Bestimmungen
Die EU-Verordnung zu nährwert- und gesundheitsbezogenen Angaben sieht vor, dass verzehrsfertige Lebensmittel, die mindestens ein Gramm Hafer-Beta-Glucan pro Verzehrportion enthalten, mit dem cholesterinsenkenden Effekt ausgelobt werden dürfen. Dazu müssen sie den Hinweis tragen, dass insgesamt drei Gramm Hafer-Beta-Glucan pro Tag erforderlich sind. Mit vier Esslöffeln Haferkleie (40 Gramm) sind 3,2 Gramm Beta-Glucan erreicht. Mit Health-Claims-Verordnung (zu Deutsch etwa „Gesundheitsbehauptungen-Verordnung“) wird die Verordnung (EG) Nr. 1924/2006 des Europäischen Parlaments und des Rates vom 20. Dezember 2006 über nährwert- und gesundheitsbezogene Angaben über Lebensmittel bezeichnet. Hierin und in der Liste für nährwert- und gesundheitsbezogene Angaben sind 222 davon in der „Artikel-13-Liste“ festgelegt und veröffentlicht worden. Es ist festgelegt, welche Gesundheitsbehauptungen in der Werbung und auf Fertigpackungen verwendet werden dürfen.
Mögliche Health-claims könnten sein:
| Nährstoff/Substanz/Lebensmittel   | Angabe (VO 432/2012) | Bedingungen für die Verwendung (VO 432/2012) |
| --------------------------------- | --- | --- |
| Beta-Glucane                      | „Beta-Glucane tragen zur Aufrechterhaltung eines normalen Cholesterinspiegels im Blut bei“                                                                                | „Die Angabe darf nur für Lebensmittel verwendet werden, die mindestens 1 g Beta-Glucane aus Hafer, Haferkleie, Gerste oder Gerstenkleie bzw. aus Gemischen dieser Getreide je angegebene Portion enthalten. Damit die Angabe zulässig ist, sind die Verbraucher darüber zu unterrichten, dass sich die positive Wirkung bei einer täglichen Aufnahme von 3 g Beta-Glucanen aus Hafer, Haferkleie, Gerste oder Gerstenkleie bzw. aus Gemischen dieser Getreide einstellt.“ |
| Beta-Glucane aus Hafer und Gerste | „Die Aufnahme von Beta-Glucanen aus Hafer oder Gerste als Bestandteil einer Mahlzeit trägt dazu bei, dass der Blutzuckerspiegel nach der Mahlzeit weniger stark ansteigt“ | „Die Angabe darf nur für Lebensmittel verwendet werden, die mindestens 4 g Beta-Glucane aus Hafer oder Gerste je 30 g verfügbare Kohlenhydrate in einer angegebenen Portion als Bestandteil der Mahlzeit enthalten. Damit die Angabe zulässig ist, sind die Verbraucher darüber zu unterrichten, dass sich die positive Wirkung einstellt, wenn Beta-Glucane aus Hafer oder Gerste als Bestandteil der Mahlzeit aufgenommen werden.“                                      |
| Haferkorn-Ballaststoffe           | „Haferkorn-Ballaststoffe tragen zur Erhöhung des Stuhlvolumens bei“ | „Die Angabe darf nur für Lebensmittel verwendet werden, die einen hohen Gehalt an diesem Ballaststoff gemäß der im Anhang der Verordnung (EG) Nr. 1924/2006 aufgeführten Angabe HOHER BALLASTSTOFFGEHALT aufweisen.“ |

## Trivialnamen
Als weitere deutschsprachige Trivialnamen für den Hafer als Pflanze bzw. für deren Same werden bzw. wurden, zum Teil nur regional, auch die nachfolgenden Bezeichnungen verwandt:
In Kärnten ist für die Unterart Avena sativa var. orientalis der Name Fahnenhafer überliefert. Für die Unterart Avena sativa var. vulgaris sind die Trivialnamen Biven/Biwen (Ostfriesland), Evena/Evina (mittelhochdeutsch), Flöder (Graubünden), Habaro/Haberr/Habir (althochdeutsch), Habbern/Haberen/Hafern/Haffern (mittelhochdeutsch), Haber (mittelhochdeutsch; Schweiz, Österreich, Süddeutschland), Haffer (Frankfurt), Haowr´r (Altmark), Havern (mittelniederdeutsch), Hawer/Hawerkorn (Mecklenburg, Waldeck, Unterweser), Heberin/Hebrein Brod (mittelhochdeutsch), Huever (Siebenbürgen), Hyllmann (Schwaben), Koorn (Münsterland) und Rispenhafer.

## Geschichte
Wild-Hafer wurde als Ackerunkraut nach Mitteleuropa eingeschleppt. Besonders bei frühen Funden ist die Trennung von wildem und domestizierten Hafer nicht immer einfach. Werden nur einzelne Körner gefunden, kann es sich um eine spätere Verunreinigung handeln.
Um etwa 5000 v. Chr. sind die ältesten Nutzungsnachweise von Hafer in Polen und der nördlichen Schwarzmeerregion zu finden. In den vorgeschichtlichen Getreidefunden taucht Hafer nie in Reinform, sondern immer als Beimengung auf. Dies lässt den Schluss zu, dass Hafer zunächst als Beigras auf Gersten- und Weizenfeldern wuchs. Er wird daher zu den sekundären Kulturpflanzen gezählt. Die ersten Nutzungsbelege in Mitteleuropa stammen von 2400 v. Chr. Der früheste Nachweis für Haferanbau stammt aus bronzezeitlichen Pfahlbausiedlungen in der Schweiz.
Im nördlichen Mitteleuropa war Hafer zu Beginn der Eisenzeit noch seltener als Gerste und Weizen.
Auch die Germanen schätzten den Hafer.   Bis ins Mittelalter war der Haferanbau auf das Gebiet nördlich des Mains beschränkt. Ab dem Hochmittelalter ist Hafer in Mittelgebirgslagen eine bedeutende Feldfrucht, die erst durch die Einführung der Kartoffel ihre Stellung verlor. Die Bedeutung des Hafers wird auch darin deutlich, dass er in deutschen Familiennamen vorkommt, z. B. Haferkamp (= Hafer-Feld).
Bis in die Neuzeit wurde Hafer in klimatisch wenig günstigen Gegenden Deutschlands häufig angebaut, da er bei ungünstigen Witterungsbedingungen (Staunässe, Trockenheit, mangelnde Bodenqualität) und schlechter Nährstoffversorgung stabilere Erträge liefert als zum Beispiel Sommergerste. Noch 1939 rangierte Hafer in der weltweiten Bedeutung nach Weizen und Mais an dritter Stelle der Getreidearten. Nach dem Zweiten Weltkrieg ist der Anbau zurückgegangen, zum Teil wegen der Motorisierung, die Zugpferde (als Haferkonsumenten) mehr und mehr überflüssig machte und damit die Nachfrage senkte. In Deutschland war Hafer bis in die erste Hälfte des 20. Jahrhunderts nach Roggen die wichtigste Getreideart. Heute ist der Haferanbau in Deutschland gegenüber den anderen Getreidearten von untergeordneter Bedeutung. In den letzten Jahrzehnten nahm die Produktion wieder zu, da der Pferdesport an Popularität gewonnen hat.

### Historische Abbildungen

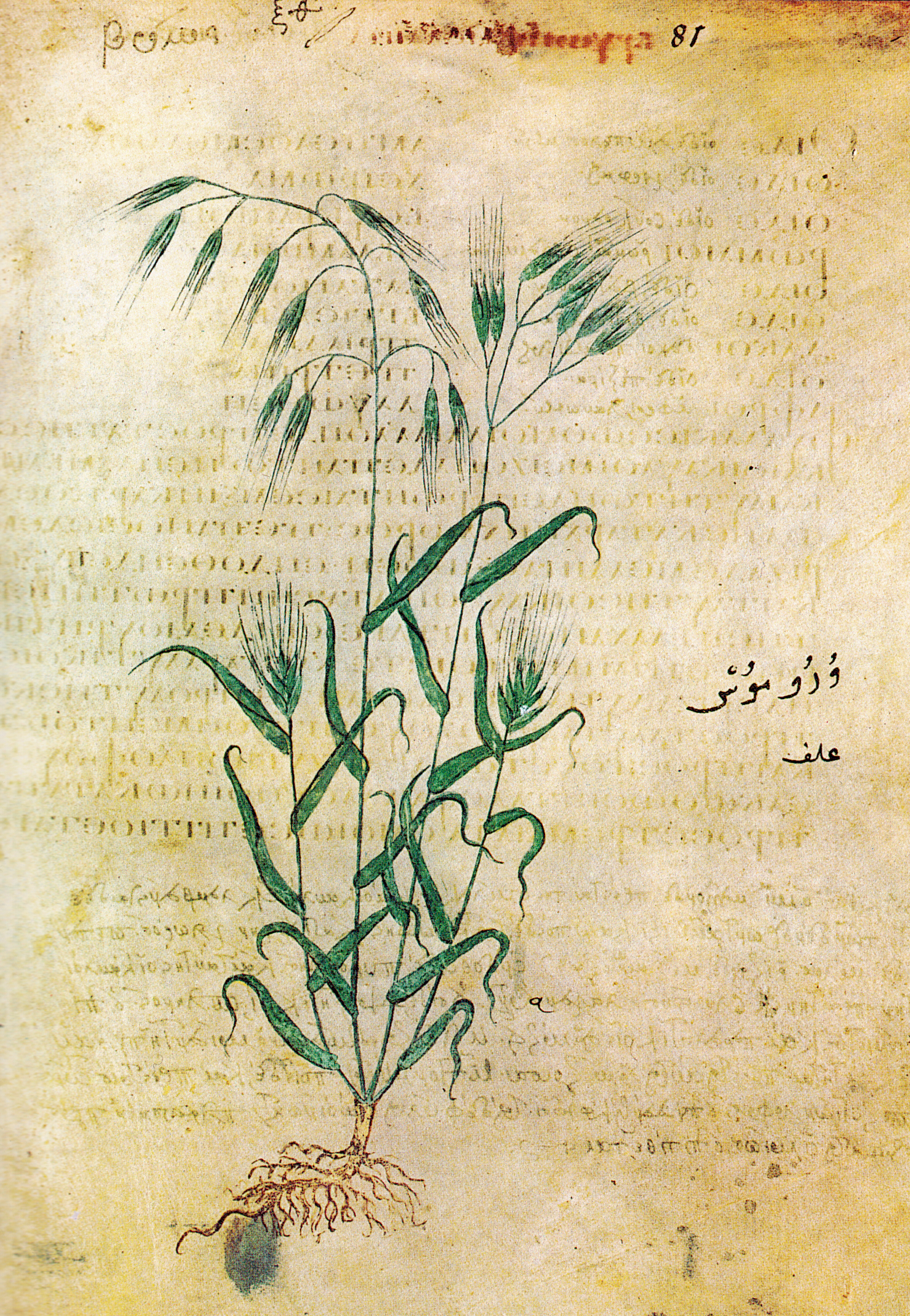
Wiener Dioskurides 6. Jahrhundert
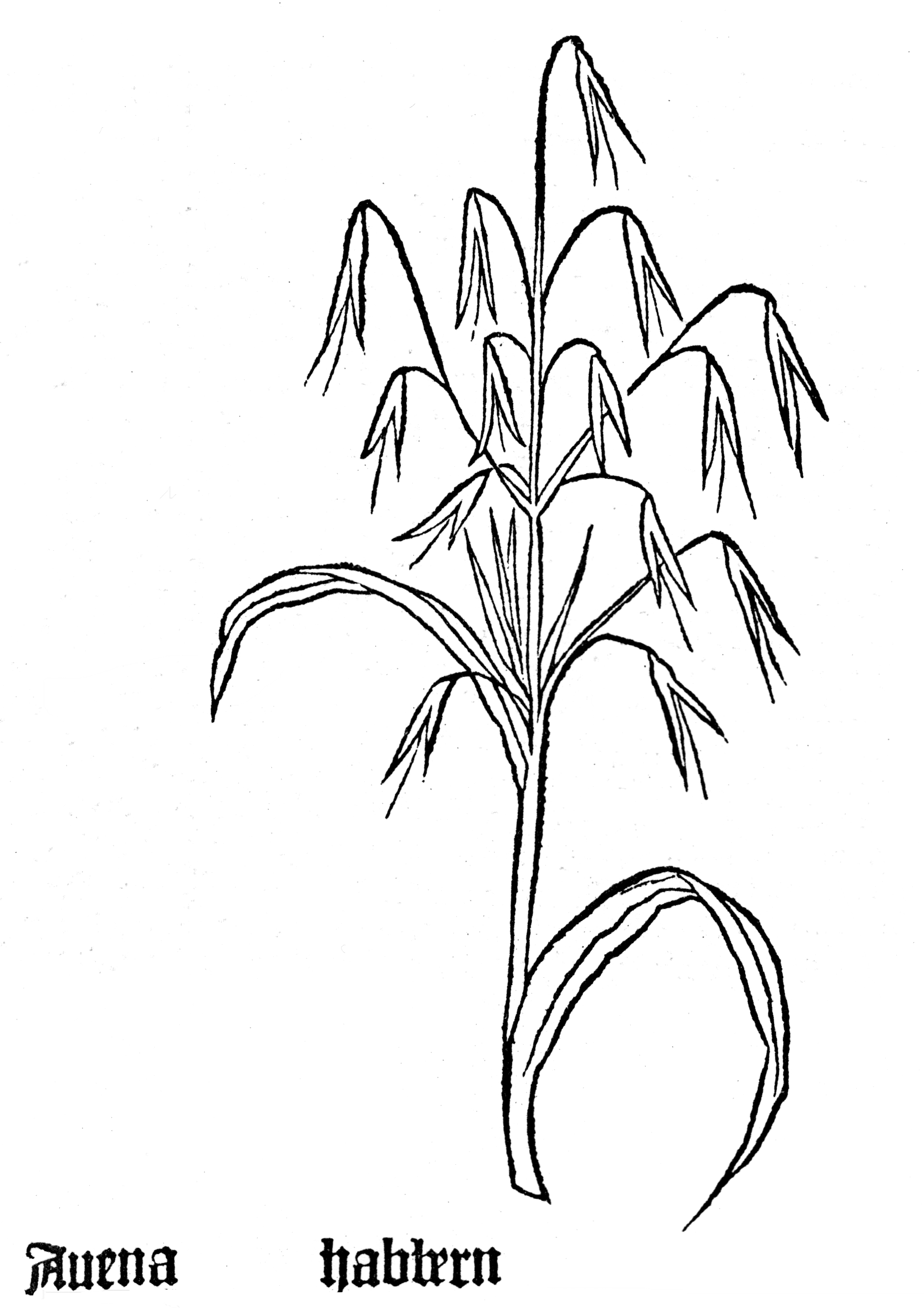
Gart der Gesundheit 1485
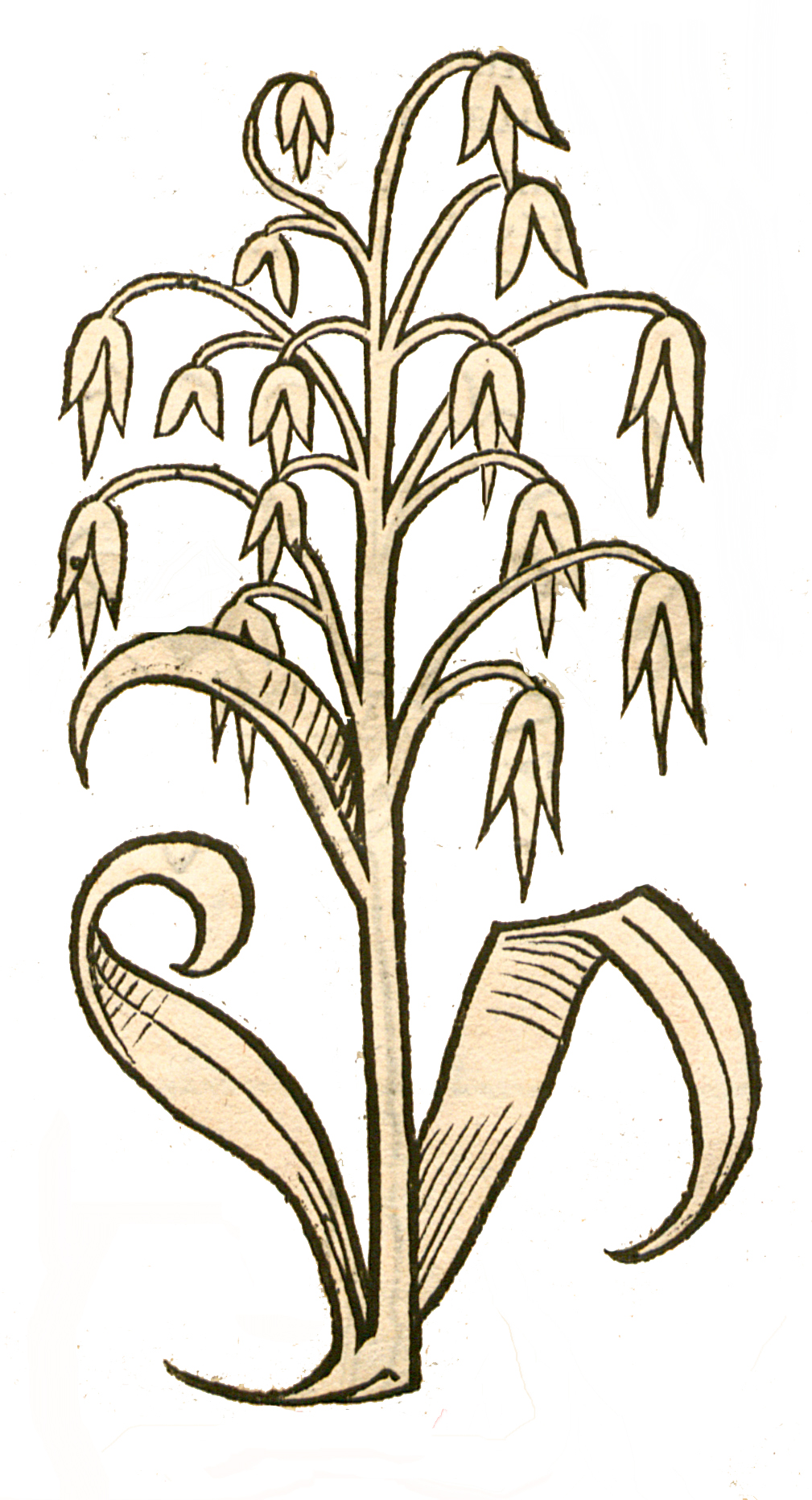
Hortus sanitatis 1491
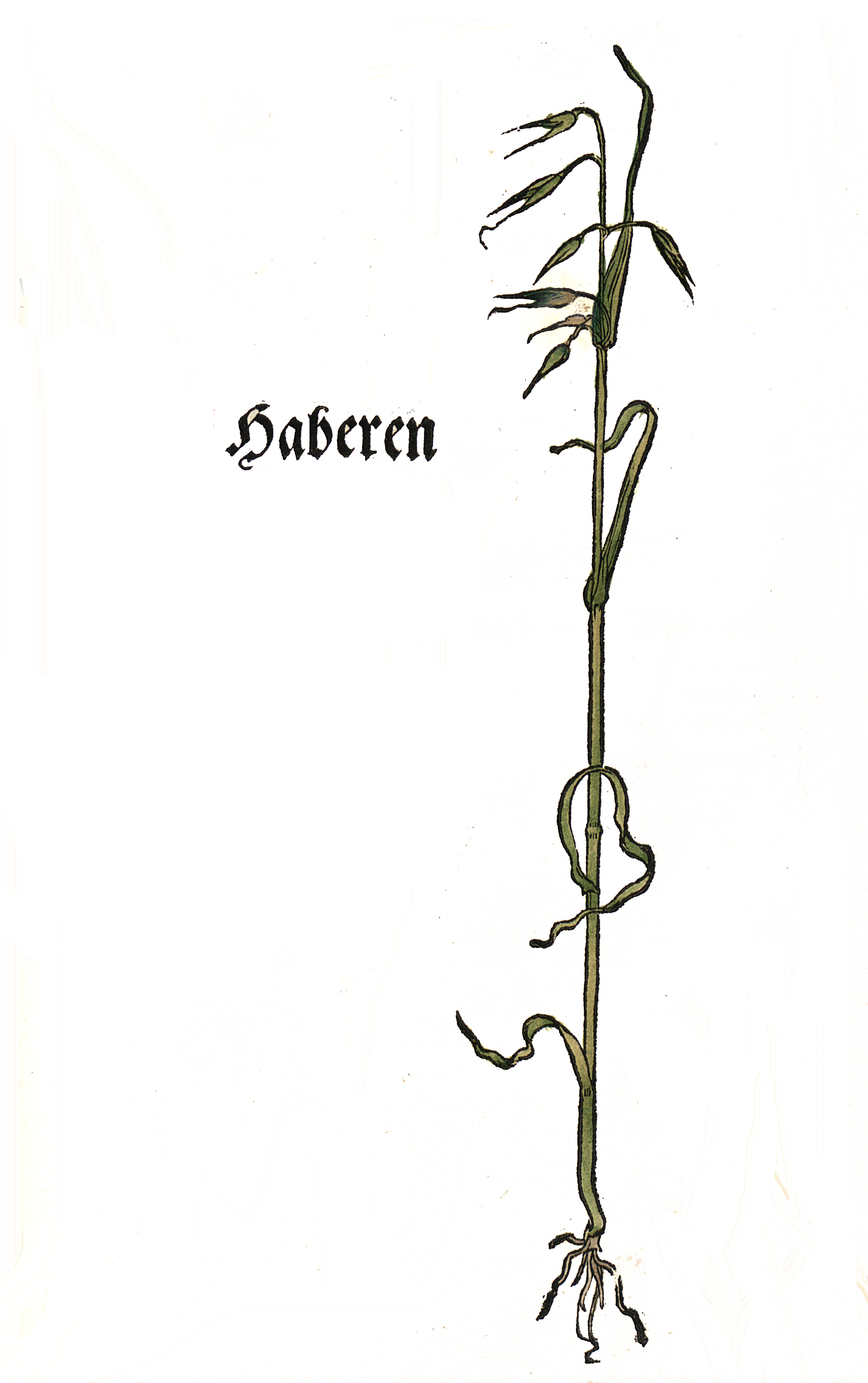
Otto Brunfels 1537
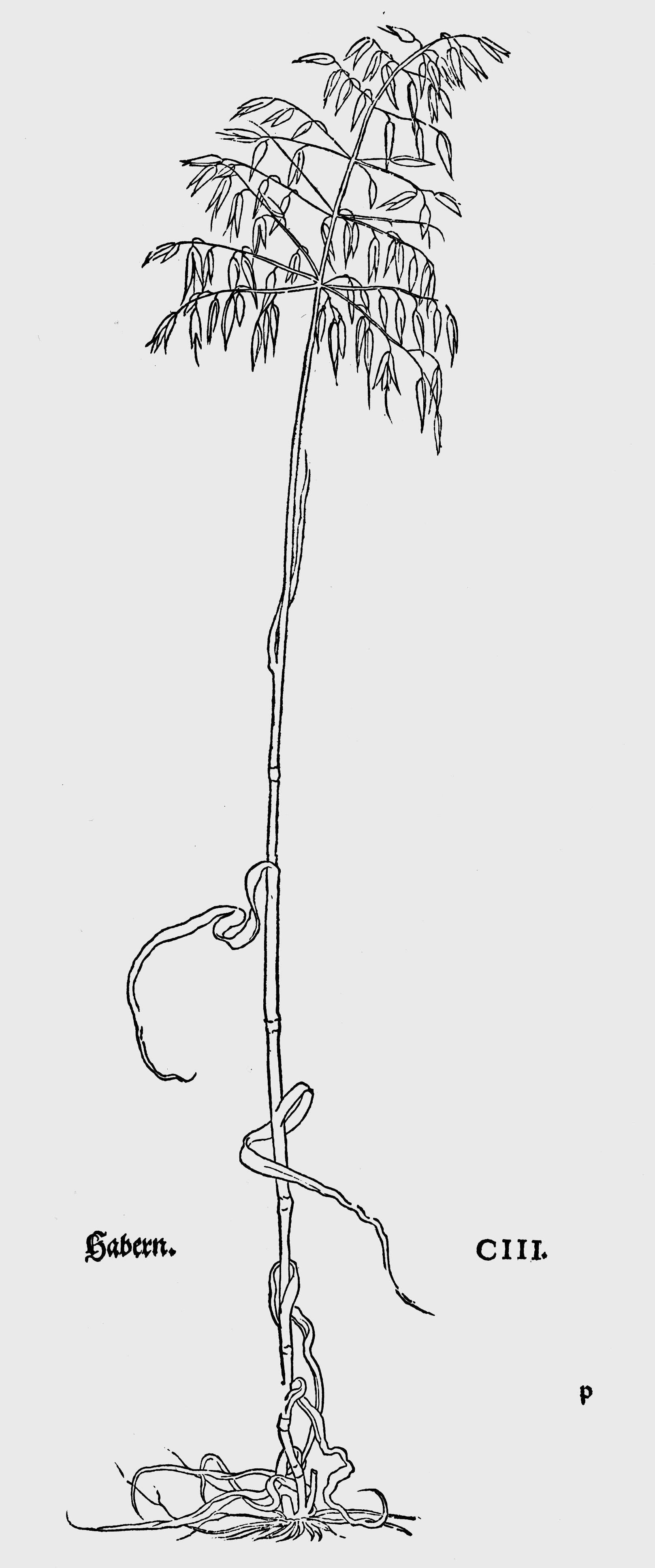
Leonhart Fuchs 1543
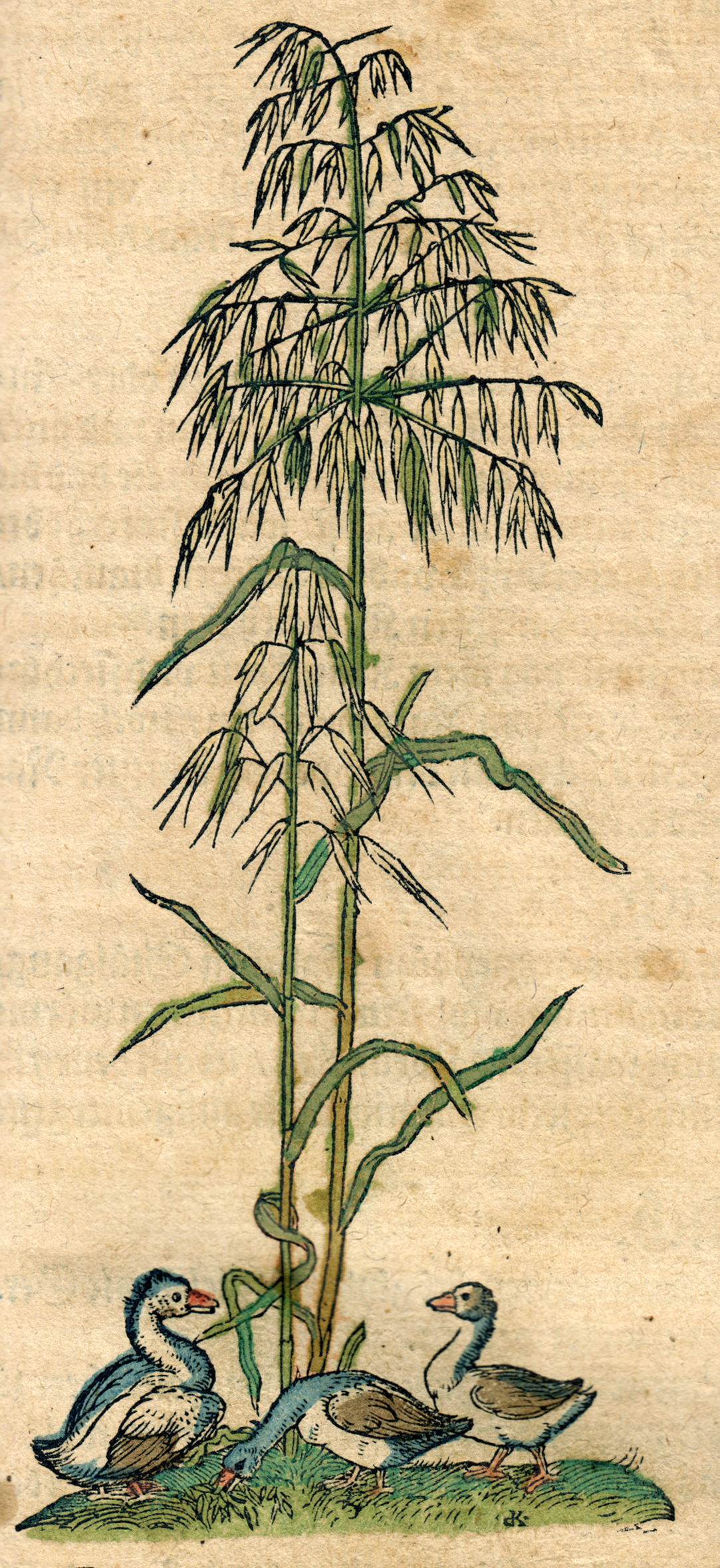
Hieronymus Bock 1546
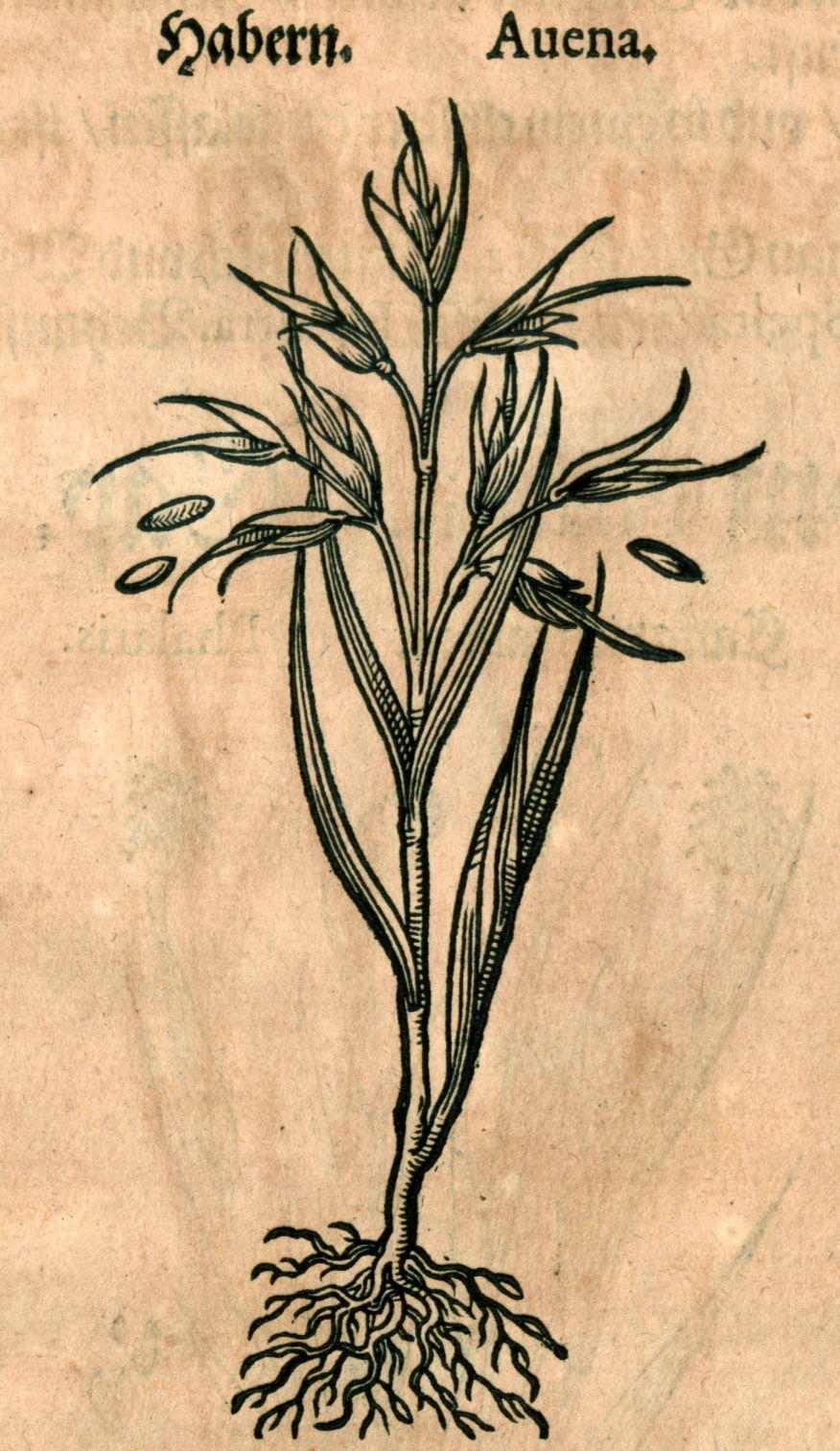
Mattioli / Handsch / Camerarius 1586
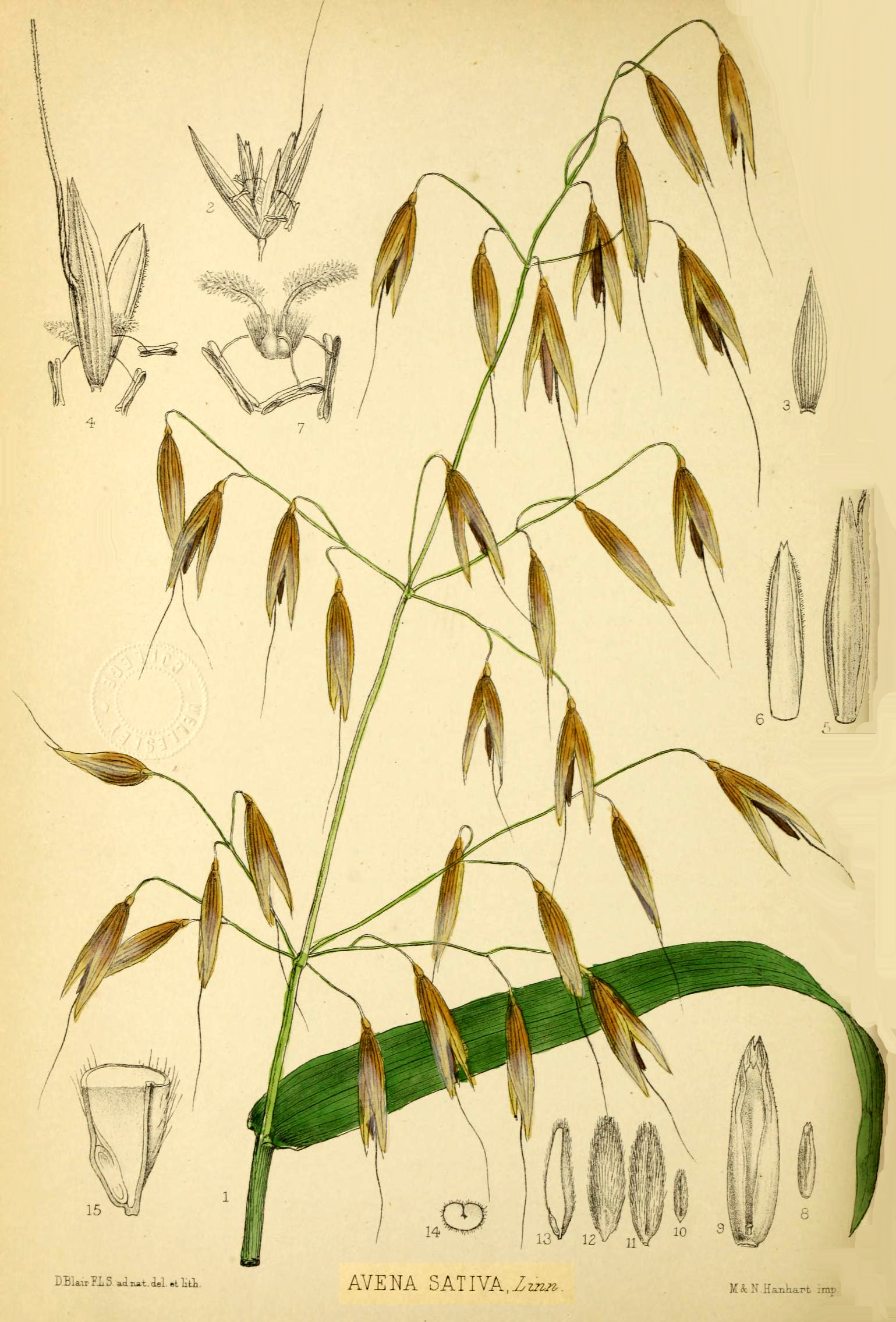
Bentley / Trimen 1880
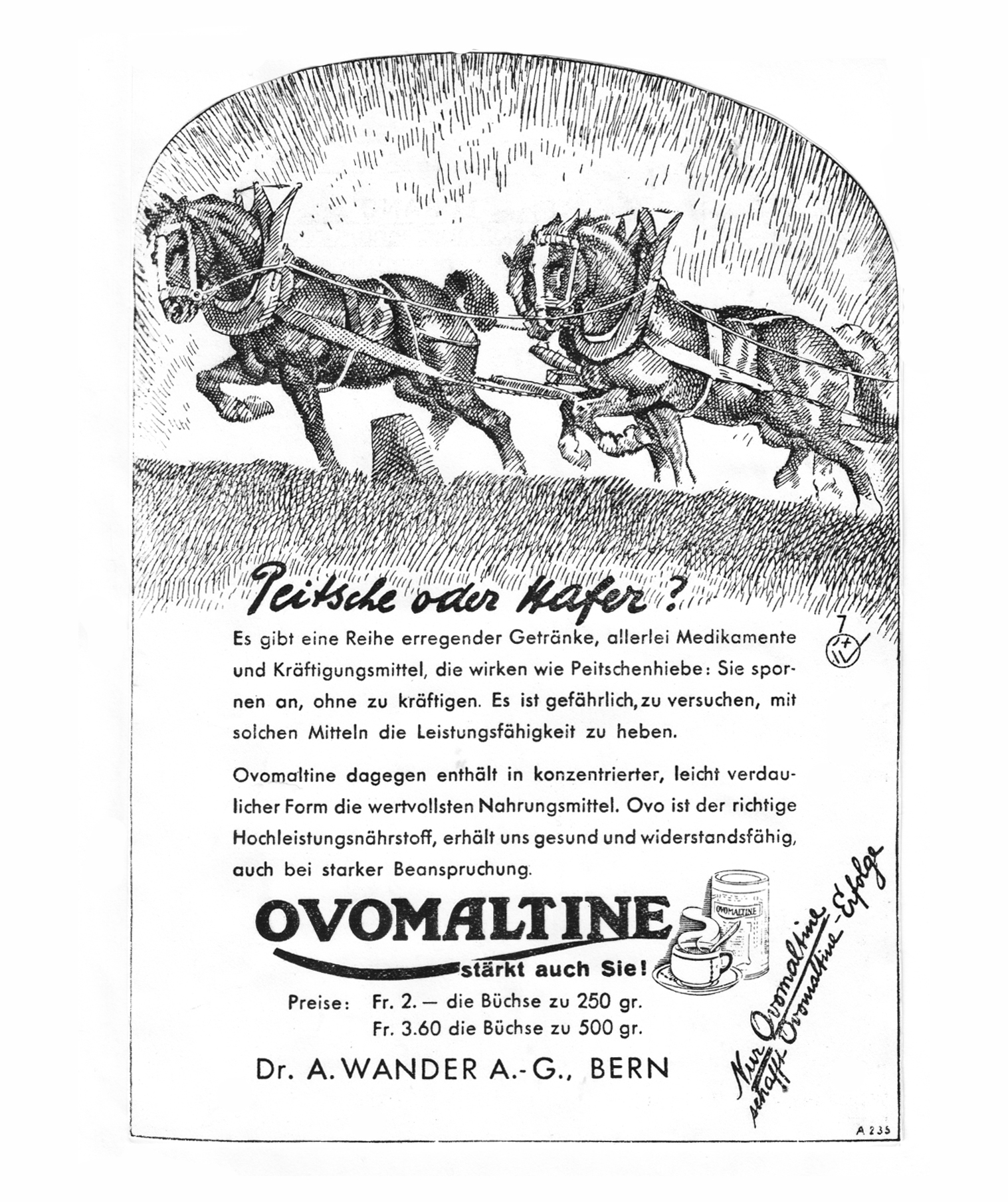
Ovomaltine-Werbung ... 1. Mai 1932